# Puchar BVA mężczyzn (2020)
Puchar BVA mężczyzn 2020 (oficjalnie: Men's BVA Cup 2020) – trzynasta edycja turnieju o puchar krajów bałkańskich zorganizowana przez Balkan Volleyball Association (BVA). Rozgrywki odbyły się w dniach 12-13 września 2020 roku w Ankarze w Turcji.
W Pucharze BVA 2020 wzięły udział dwa kluby: Halkbank oraz KV Ferizaj. Rozegrały one między sobą dwa spotkania. W obu meczach zwyciężył Halkbank. Uzyskał on prawo gry w sezonie 2020/2021 w Pucharze Challenge.

## Drużyny uczestniczące
| Państwo | Klub       |
| ------- | ---------- |
| Kosowo  | KV Ferizaj |
| Turcja  | Halkbank   |

## Hala sportowa
| Başkent Voleybol Salonu |
| ----------------------- |
| Ankara, Turcja          |
| Pojemność: 7600 miejsc  |

## Wyniki spotkań
| Data       | Godz. | Drużyna 1 | Wynik | Drużyna 2  | 1     | 2     | 3     | 4 | 5 | *      |
| ---------- | ----- | --------- | ----- | ---------- | ----- | ----- | ----- | - | - | ------ |
| 12.09.2020 | 16:00 | Halkbank  | 3:0   | KV Ferizaj | 25:10 | 25:18 | 25:12 |   |   | raport |
| 13.09.2020 | 16:00 | Halkbank  | 3:0   | KV Ferizaj | 25:10 | 25:10 | 25:10 |   |   | raport |